# Paratomoxia auroscutellata
Paratomoxia auroscutellata es una especie de coleóptero de la familia Mordellidae.

## Distribución geográfica
Habita en la República Democrática del Congo.